# Miguel Alonso Berrio
Miguel Alonso Berrio (España, 7 de noviembre de 1966) es un diplomático español. Es el embajador de España en Bulgaria (desde 2024).

## Carrera diplomática
Nacido en España en 1966. Tras licenciarse en Derecho y doctorarse en Historia Contemporánea en la Universidad Complutense de Madrid, ingresó en la Escuela Diplomática (1994).
Ha estado destinado en las Embajadas de España en Sofía (1995), Bratislava, Praga y Viena, y la Representación Permanente de España ante Organizaciones Internacionales en Viena.
En el Ministerio de Asuntos Exteriores ha trabajado en la Dirección General para Europa, siendo subdirector general de Países de la Unión Europea en dos ocasiones, además de asesor diplomático del ministro de Defensa, y director del Gabinete del secretario de Estado para la Unión Europea.
Es el embajador de España en Bulgaria (desde 2024).